# Берх, Амандус Борисович
Аманд (Амадиус, Амандус) Борисович Берх (Берг) (? — около 1803) — русский морской офицер, главный командир рижского порта. Генерал-лейтенант.

## Биография
Происходил из балтийских немцев, сын Бернгарда Берха (1735—1777), подполковника русской императорской армии. Брат адмирала Морица Борисовича Берха, главного командира Черноморского флота. С 1756 года воспитывался в Морском кадетском корпусе, из которого в 1760 году был выпущен мичманом на Балтику. Плавал на Балтийском море в 1759—1769 годах. Командовал палубным ботом корабля «Св. Николай» (1761—1763).
Во время Семилетней войны участвовал в Кольбергской экспедиции. Дважды совершил переход Северным океаном между Кронштадтом и Архангельском на новопостроенном корабле «Не тронь меня» (1765).
Участник Русско-турецкой войны (1768—1774). В 1769 году, находясь в эскадре адмирала Г. А. Спиридова, вышел из Кронштадта в Греческий Архипелаг в составе Первой Архипелагской экспедиции, где на линейном корабле корабле «Европа» участвовал в чесменском сражении и при сожжении турецкого флота, потом на бомбардирском корабле «Гром», на котором в 1771 году осуществлял бомбардировку турецких крепостей Халкида, Негропонт и Митилена, и одноимённого острова, где были уничтожены верфи со строящимися на них кораблями. Крейсировал в Архипелаге, откуда в декабре 1772 г. был откомандирован в Россию, берегом возвратился в Санкт-Петербург, получил чин капитан-лейтенанта.
В 1774 и 1775 годах А. Б. Берх командовал пинком «Святой Евстафий» в Балтийском море. Служил ротным командиром Санкт-Петербургской корабельной команды (1776—1777). В 1778—1786 годах командовал фрегатами «Александр» и «Возмислав». В 1779 году, в чине капитана 2 ранга, он командовал кораблем «Всеволод», который, находясь в ревельской гавани, сгорел, вследствие чего Берх по суду получил выговор за слабое содержание караула; но это обстоятельство не повредило его служебной деятельности, и он в том же году, командуя порученным ему кораблем «Преслава», крейсеровал в Баренцевом море, у острова Кильдина близ Мурманского берега Кольского полуострова, в эскадре контр-адмирала С. Хметевского. Пользуясь репутацией опытного моряка, А. Б. Берх ежегодно потом командовал военными судами в Балтийском море, а в 1781 году, командуя кораблем «Пантелеймон», совершил дальнее заграничное плавание в Средиземное море и по возвращении получил чин капитана 1-го ранга. С апреля 1786 года определён в штат Галерного флота в составе Российского императорского флота. Командир корабля «Иоанн Богослов» (1787—1788).
Последней кампанией А. Б. Берха, в которой он принял участие стала в 1788 году Русско-шведская война. Командуя кораблем «Владислав», вышел с флотом, под началом адмирала С. Г. Грейга, из Кронштадта навстречу неприятельскому флоту. Эта встреча состоялась при острове Гогланде, где произошло сражение, окончившееся победою русского флота. В разгаре боя корабль «Владислав» вышел за линию и попал в середину неприятельских судов, с которыми продолжал сражаться, но был взят ими в плен, с совершенно разбитым корпусом и рангоутом, повреждённым рулём, сбитыми якорями и несколькими разорванными от усиленной пальбы пушками.
Через два года вернувшись из плена (06.1790), А. Б. Берх занимал уже исключительно береговые должности, сперва обер-штер-кригскомиссара, затем, главного командира рижского порта. В 1795 году был произведен в генерал-майоры, а в 1799 году — в генерал-лейтенанты. 12 ноября 1800 года Берх был уволен со службы.

## Послужной список
- Капитан 1 ранга (1782)
- Капитан бригадирского ранга с 22.09.1787
- Капитан генерал-майорского ранга с 01.01.1795
- Обер-штер-кригс-комиссар (ранг контр-адмирала) с 13.05.1796
- Генерал-лейтенант флота с 24.10.1799[2]